# 登革熱疫苗
登革熱疫苗（英語：dengue vaccine）指的是可預防人體感染登革熱的疫苗。世界衛生組織只在全球登革熱流行區域，推薦該疫苗為可採用的選項。2017年，製造登革熱疫苗的廠商建議，此類疫苗僅能用於曾經感染登革熱的民眾，如果用於未曾感染登革熱的民眾，可能會產生嚴重後果。由於菲律賓曾對超過73.3萬名兒童接種過登革熱疫苗，而在當地造成一宗醜聞。
登革熱疫苗早在1929年以前就開始發展，但受到重重阻礙，首先是對於登革熱的發病機制並不完全瞭解，後來則是需要同時對4種血清型的登革熱產生穩定的免疫作用。目前正在開發的幾種候選疫苗包含了活體減毒疫苗、去活性疫苗、DNA疫苗與次單元疫苗。活體減毒疫苗是目前發展最久的候選疫苗。
2016年，部分有效的登革熱疫苗（Dengvaxia）已在墨西哥、菲律賓、印度尼西亞、巴西、聖薩爾瓦多、哥斯大黎加、巴拉圭、瓜地馬拉、秘魯、泰國與新加坡開始商業化供應。在印度尼西亞，必須要花207美元以完成推薦的三劑接種作業。世界衛生組織建議該疫苗僅能限制使用於登革熱流行地區，因為讓未曾感染登革熱的民眾接種這類疫苗，會產生抗體依賴增強作用，實際提高感染登革熱後罹患重症的風險。

## CYD-TDV
，商品名稱為，為一種四價嵌合體的活體減毒性病毒疫苗，由賽諾菲巴斯德（Sanofi Pasteur）藥廠製造，採用重組DNA技術，將5種血清型登革熱中的4種產生減毒性的17D株疫苗，然後將其中的PrM（前膜蛋白）與E（套膜蛋白）結構基因進行替換。2017年，藥廠建議此疫苗只能用於曾經感染過登革熱的民眾，否則有證據顯示可能會造成嚴重的再次感染。